# Goldrausch – Die Geschichte der Treuhand
Goldrausch – Die Geschichte der Treuhand ist ein deutscher Dokumentarfilm von 2012, der die Privatisierung ostdeutscher Unternehmen durch die Treuhandanstalt thematisiert.

## Inhalt
Der Film schildert Betrugsfälle bei der Privatisierung durch die Treuhandanstalt durch private Investoren und Mitarbeiter der Treuhandanstalt.

## Hintergrund
Der Dokumentarfilm entstand mit Unterstützung der Filmförderanstalt Medienboard Berlin-Brandenburg, der Filmförderung Hamburg Schleswig-Holstein, der Filmstiftung Nordrhein-Westfalen, der Deutschen Filmförderung und der DEFA Filmstiftung (DEFA-Stiftung).
Nach einigen Unstimmigkeiten hat der ursprüngliche Regisseur seinen Namen zurückgezogen. Der Film wurde von der Filmgesellschaft zero one film in Koproduktion mit SWR, NDR und MDR erstellt.

## Veröffentlichung
Der Dokumentarfilm lief im Kino, bevor er im Fernsehen gezeigt wurde. Er ist am 11. Oktober 2013 auf DVD erschienen.

## Kritiken
- Filmstarts bewertet den Film mit 3,5 von 5 Sternen. Der Rezensent Robert Cherkowski schreibt: „In dem zornigen, materialreichen Dokumentarfilm ‚Goldrausch‘, wird eines der schwärzesten Kapitel der Wiedervereinigung ins Zentrum gerückt: der Raubzug der Treuhandanstalt in den neuen Bundesländern.“[5]